# Базилика Богоматери Самейру
Базилика Богоматери Самейру — римско-католический храм в окрестностях города Брага, малая базилика. Первая в Португалии церковь, посвящённая Непорочному зачатию Девы Марии, провозглашённому догматом папы римского Пия IX от 1854 года.
Строительство святыни на высокой горе (566 метров над уровнем моря) с панорамным видом на Брагу началось в 1864 году под руководством отца Матинью да Силва. Первая часовня была освящена в 1869 году, образом в ней стала мраморная статуя Девы Марии работы итальянского мастера Эмидио Карлоса Аматуччи. Строительство часовни было завершено в 1880 году, тогда же на престол возвели новый образ её святой покровительницы, созданный в Риме скульптором Эудженио Макканьяни.
Современная церковь возводилась с 1890 по 1953 год. 12 июня 1904 года, к пятидесятилетию догмата о Непорочном зачатии, апостольский нунций папы Пия X увенчал святой образ Девы Марии Самейру золотой короной с бриллиантами. Корона весом 2,5 килограмма изготовлена Рико Гамейру на средства, пожертвованные португальскими женщинами, в число которых вошла и королева Португалии Амелия Орлеанская. В 1941 году был освящён гранитный главный алтарь храма, где статуя Девы Марии поставлена в обрамлении колонн из красного мрамора, а у её подножия стал серебряный табернакль. В 1964 году, к столетию храма, папа Павел VI возвёл его в ранг малой базилики, а в 2004 — Иоанн Павел II удостоил золотой розой.
Церковь в стиле неоклассицизма имеет в плане крестообразную форму. Над средокрестием — высокий купол; богато украшенный фасад фланкирован двумя колокольнями. В 2004 году купол базилики увенчала армиллярная сфера со светящимся крестом на ней.
К подножию храма ведёт лестница длиной 300 и высотой 40 метров, украшенная фигурами святых.